# 朝山
朝山是中国广东省广州市从化区的一个自然村。在太平镇东南面约14千米，属秋枫村管辖。清朝时建村，因村朝向山体而得名。1998年时，全村人口90人。